# Орделаффи, Джованни
Джованни Орделаффи (итал. Giovanni Ordelaffi; 1355, Форли —1399, Форли) — итальянский кондотьер, член династии Орделаффи.

## Биография
Родился в городе Форли, был племянником Синибальдо Орделаффи, в 1377 году ставшего синьором Форли. Являлся известным кондотьером.
В 1380 году на стороне Венеции принял участие в Войне Кьоджи.
Вместе с Остасио II да Полента командовал веронским войском в битве при Кастаньяро 11 марта 1387 года, где был побеждён и взят в плен падуанской армией под руководство Джона Хоквуда и сына синьора Падуи Франческо II да Каррара.
В 1399 году был отравлен синьором Форли и собственным двоюродным братом Пино II Орделаффи, которого пытался свергнуть для возвращения власти Синибальдо.

## Семья
В 1379 оду женился на Франческе да Корреджо, их дочь Екатерина (? — 1423) была синьорой Кастель-Болоньезе.